# Ectocyclops dilatatus
Ectocyclops dilatatus is een eenoogkreeftjessoort uit de familie van de Cyclopidae. De wetenschappelijke naam van de soort wers in 1927 voor het eerst geldig gepubliceerd door Georg Ossian Sars.